# 화학기상증착
화학기상증착(CVD, chemical vapor deposition)은 반도체 제조 공정중의 한 단계로 화학 물질을 플라즈마 및 열을 이용하여 박막을 형성, 메탈라인 isolation 혹은 그외 다른 목적의 isolation을 목적으로 하는 공정을 말한다.
가스의 화학반응을 이용하여 절연 물질이나 반도체, 금속 등을 침적하는 방법으로, 웨이퍼의 표면에 필요한 물질을 응착시킬 때 이용된다.

## 화학 기상 증착(CVD)의 종류
일부 CVD 기술은 널리 사용되며 문헌에서도 자주 언급된다. 이들 기술은 서로 다른 초기 화학 반응 메커니즘(예: 활성화 메커니즘)과 공정 조건을 가지고 있다.

#### 반응 시 압력에 따른 분류
- 대기압 화학 기상 증착 (Atmospheric Pressure CVD, APCVD): 대기압 환경에서 이루어지는 CVD 공정.
- 저압 화학 기상 증착 (Low-pressure CVD, LPCVD): 저압 환경에서 진행되는 CVD 공정. 압력을 낮추면 불필요한 기상 반응을 줄이고, 웨이퍼 상의 박막 균일성을 높일 수 있다. 현재 대부분의 CVD 공정은 LPCVD 또는 UHVCVD를 사용한다.[1]
- 초고진공 화학 기상 증착 (Ultrahigh Vacuum CVD, UHVCVD): 매우 낮은 압력 환경(대개 10⁻⁶ Pa 이하, 약 10⁻⁸ torr)에서 이루어지는 CVD 공정. 참고: 다른 분야에서는 고진공과 초고진공이 거의 같은 진공 수준(약 10⁻⁷ Pa)을 의미하기도 한다.

#### 기상 특성에 따른 분류
- 에어로졸 보조 화학 기상 증착 (Aerosol Assisted CVD, AACVD): 액체 또는 기체의 에어로졸 형태의 전구체를 기판 위에 성장시키는 기술. 성장 속도가 매우 빠르며, 휘발성이 낮은 전구체에 적합하다.
- 직접 액체 주입 화학 기상 증착 (Direct Liquid Injection CVD, DLICVD): 전구체를 액체(또는 고체를 적절한 용매에 용해시킨 형태)로 사용. 액체 용액은 증발 챔버로 주입되어 기화되고, 이후 일반적인 CVD 방식으로 기판 위에 증착된다. 액체 또는 고체 전구체 모두에 적용 가능하며, 다양한 성장 속도 달성이 가능하다.

#### 플라즈마 기술 활용
- 마이크로파 플라즈마 보조 화학 기상 증착 (Microwave Plasma-Assisted CVD, MPCVD)
- 플라즈마 강화 화학 기상 증착 (Plasma-Enhanced CVD, PECVD): 플라즈마를 이용해 전구체의 반응 속도를 높이는 방식. PECVD는 저온 환경에서도 증착이 가능하기 때문에 반도체 제조에서 널리 사용된다.[2][3]
- 원거리 플라즈마 강화 화학 기상 증착 (Remote Plasma-Enhanced CVD, RPECVD): PECVD와 유사하지만 웨이퍼가 플라즈마 방전 영역에서 떨어진 곳에 위치함. 웨이퍼가 플라즈마와 떨어져 있어 공정 온도를 실온까지 낮출 수 있다.

#### 기타 기술
- 원자층 화학 기상 증착 (Atomic Layer CVD, ALCVD): 서로 다른 재료의 결정 박막을 원자 단위로 연속적으로 증착. ‘원자층 증착(ALD)’ 참조.
- 열선 화학 기상 증착 (Hot Wire CVD, HWCVD): 촉매 화학 기상 증착(Catalytic CVD, Cat-CVD) 또는 열 필라멘트 CVD(Hot Filament CVD, HFCVD)라고도 함. 가열된 필라멘트를 이용해 소스 가스를 화학적으로 분해.[2]
- 유기금속 화학 기상 증착 (Metalorganic Chemical Vapor Deposition, MOCVD): 전구체로 유기금속 화합물을 사용하는 CVD 기술.[2]
- 하이브리드 물리-화학 기상 증착 (Hybrid Physical-Chemical Vapor Deposition, HPCVD): 전구체 기체의 화학적 분해와 고체 소스의 증발을 결합한 기상 증착 기술.
- 급속 열 화학 기상 증착 (Rapid Thermal CVD, RTCVD): 히터 램프 등으로 웨이퍼를 빠르게 가열. 기체나 챔버 벽은 가열하지 않음. 불필요한 기상 반응과 입자 생성을 줄일 수 있음.
- 기상 에피택시 (Vapor Phase Epitaxy, VPE)